# Lucy Wills
Lucy Wills (10 de mayo de 1888 – 16 de abril de 1964) fue una hematóloga británica, que a fines de los años 20 y principios de los 30 del siglo XX condujo una investigación en la India sobre la anemia macrocítica en el embarazo. Su trabajo la llevó a descubrir un factor nutricional que sirvió para prevenir y curar esos desórdenes.
Las mujeres en Inglaterra recién tuvieron la posibilidad de convertirse en profesionales hacia los años XIX. Lucy Wills perteneció a una generación que se benefició de las reformas victorianas, y tres de los establecimientos a los que concurrió surgieron en consecuencia. Asistió al Cheltenham Ladies' College, un internado británico pionero en formación de mujeres para ciencias y matemáticas. Finalmente se graduó en Botánica y Geología en el Newnham College de la Universidad de Cambridge, previo paso por la London School of Medicine for Women.
Eligió en 1928 la India para sus investigaciones cuando le llamó la atención la gran cantidad de casos de anemia en los trabajadores textiles en Bombay y creía que la causa debiera ser la nutrición. Tras comprobarlo descubrió, previa práctica en monos y ratones, descubrió que el ácido fólico de la levadura llevaba a la mejoría, que contenían, por ejemplo, la crema para untar británica Marmite. Aquel factor de la levadura comenzó a ser conocido como el Factor Wills.